# Антисиметричний тензор
Тензор називається антисиметричним за двома індексами i та j, якщо він змінює знак при перестановці цих індексів:
{\displaystyle T_{ijk\dots }=-T_{jik\dots }}
Якщо тензор змінює знак при перестановці будь-якої пари індексів то такий тензор називається абсолютно антисиметричним тензором.
Для будь-якого тензора U, з компонентами {\displaystyle U_{ijk\dots }}, можна побудувати симетричний і антисиметричний тензор за правилом:
{\displaystyle U_{(ij)k\dots }=(1/2)(U_{ijk\dots }+U_{jik\dots })} (симетрична частина),
{\displaystyle U_{[ij]k\dots }=(1/2)(U_{ijk\dots }-U_{jik\dots })} (антисиметрична частина),
аналогічно для інших індексів.
Під терміном «частина» йдеться про те, що {\displaystyle U_{ijk\dots }=U_{(ij)k\dots }+U_{[ij]k\dots }}

## Властивості
Згортка тензора A, що є антисиметричним за індексами i і j з тензором B, що є симетричним за індексами i та j, рівна нулю. Доведення:
{\displaystyle A_{(ij)k\dots }B_{[ij]k\dots }=A_{(ji)k\dots }B_{[ji]k\dots }=-A_{(ij)k\dots }B_{[ij]k\dots }=0.}
Важливий антисиметричний тензор у фізиці — тензор електромагнітного поля F.